# TRD Sports M
TRD Sports M（ティーアールディースポーツエム）は、トヨタテクノクラフトによって、主に吸排気系や足回りをチューニングした部品を株式会社トヨタモデリスタインターナショナルで架装した車両を言う。全国トヨタディーラーでの取り扱い。
ちなみにカローラアクシオ（ZRE142/145）および2代目カローラフィールダー（ZRE142G/145G）に限り「TRD」は付かず、単に「Sports M」という名称となっていた。

## 今までのラインアップ

### セリカTRDスポーツM（ZZT231）
セリカSS-Pをベースとしてサスペンション・エアロパーツなど各部にこだわったチューニングが施されたコンプリートカー。
内装ではメーター・ユニット、ステアリング、シート、などがベース車両から交換されている。
ボディーのスポット増しも行われていた。エンジンは変更なしだがマフラー交換でカタログ出力は10psアップとなっている。

### パッソTRDスポーツM（QNC10）
1.3リッターのトヨタ・パッソRacyをベースにサスペンション、エアロパーツなどを装備。海外向けのトランスミッションを使うことで、ベース車両には無い5MT車も用意された。

### カローラランクスTRDスポーツM（ZZE123）
トヨタ・カローラランクスの2ZZ-GEエンジン搭載モデルをベースに、吸気ポート段付研磨など本格的に吸排気系をチューニング。ノーマルよりも15馬力増の205馬力を発生。もちろんサスペンションも専用品が設定されていた。

### カローラフィールダーTRDスポーツM（ZZE123G）
ランクス同様にトヨタ・カローラフィールダーの2ZZ-GEエンジン搭載モデルをベースに、チューニングが実施された車両。ランクスと同様にノーマルから15馬力増の205馬力を発生。

### ヴィッツTRDスポーツM（NCP91）
ベース車両のグレードは1.5RS。ミッションはCVT（7速のスポーツシーケンシャルシフトマチックに対応）、5M/T。
専用スポーツエアフィルタ、専用エンジンヘッドカバー、専用エキゾーストマニホールド、専用スポーツマフラー、専用フロントショックアブソーバー＆コイルスプリング、専用リアショックアブソーバー＆コイルスプリング、専用エンブレム
スペックは
- 最高出力 110PS/6,000r.p.m.→119PS/6,000r.p.m.（参考値）
- 最高トルク 14.4kg・m/4,400r.p.m.→15.0kg・m/4,400r.p.m.～5,200r.p.m.（参考値）
- 車両全高 1,520mm→1,495mm（参考値）
- 最低地上高 145mm→120mm（参考値）

へ変更。
尚、スポーツMとは別に「ターボM」というターボ付モデルも存在した。

### bB TRDスポーツM（NCP31）
ベース車両のグレードは1.5Z FFまたは1.5Z-X FF。
専用スポーツエアフィルタ、専用エンジンヘッドカバー、専用エキゾーストマニホールド、専用スポーツマフラー、専用フロントショックアブソーバー＆コイルスプリング、専用リアショックアブソーバー＆コイルスプリング、専用エンブレム

### ist TRDスポーツM（NCP61）
ベース車両のグレードは1.5S FFまたは1.5S LエディションFF。
専用スポーツエアフィルタ、専用エンジンヘッドカバー、専用エキゾーストマニホールド、専用スポーツマフラー、専用フロントショックアブソーバー＆コイルスプリング、専用リアショックアブソーバー＆コイルスプリング、専用エンブレム